# Tendai

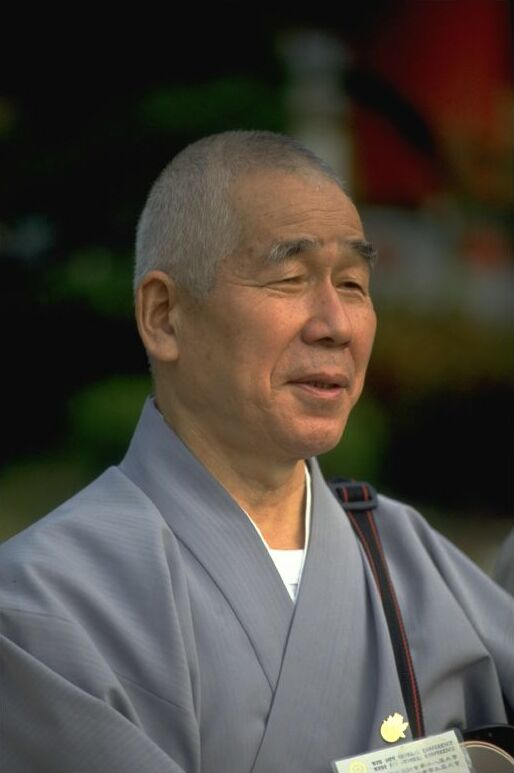
Tendai pap

A tendai buddhizmus a mahájána buddhizmus egyik japán iskolája, amely a kínai tientaj vagy Lótusz szútra iskolából alakult ki. A tendai buddhizmust Szaicsó (767–822) ültette át Kínából a 9. század elején. Az új iskola egy rendszerbe próbálta ötvözni a buddhista meditációs gyakorlatokat, az önfegyelem gyakorlását és a misztikus lelkesedést. A tendai buddhizmus legfőbb központja Japánban található a Hiei-hegyen.
Kőrösi Csoma Sándort, a keletkutatás magyar úttörőjét, Japánban a Tendai buddhisták szentté (bodhiszattvává - japánul "boszacu") avatták 1933. február 22-én, a tokiói Taisho egyetem dísztermében. Az avatási szertartást a Tendai Kolostor főpapja vezette, több mint 500 vendég előtt.

## Története
A tientaj tanításokat először Dzsianzen kínai pap hozta Japánba a 8. század közepén. 805-ben, egy japán pap (Szaicsó - vagy más néven Dengjó Daisi új tientaj szövegekkel tért vissza Kínából és megépítette a Enriakudzsi (延暦寺) kolostort a Hiei-hegyen (比叡山). Később ez a hely vált a japán tendai buddhizmus központjává.
Filozófiai értelemben a tendai iskola alapvetően nem tért el a kínai tientaj iskolától, azonban Szaicsó bele vett elemeket a zenből, az ezoterikus Mikkjóból és a Vinaja iskola tanításaiból. A különböző elemek ötvözése még markánsabbá vált Szaicsó követőinél, például Enninnél (圓仁) és Encsinnél (圓珍). Később azonban ezekből már különféle aliskolák alakultak ki. Rjógen főapát idején már két külön álló csoport létezett a Hiei hegyen: a Szammon, vagy hegy csoport, akik Ennint követték és a Dzsimon vagy folyó csoport, akik Encsint követték.
A tendai szekta virágzását élte a japán császári ház idején, elsősorban a Fudzsivara család idején 794-ben. Ekkor a főváros Kiotó lett. Hosszú időre a tendai vált a legnépszerűbb buddhista irányzatává Japánban. Későbbi nem tendai történelmi alakok is, mint Nicsiren, Hónen, Sinran és Dógen kezdetben tendai papként nevelkedtek.
A hatalmas népszerűség és a felső osztály támogatása miatt a tendai iskolát nem csak tisztelték, hanem politikailag és még katonailag is erőssé vált. A Kamakura-korban a tendai iskola más iskolákkal versengett, elsősorban a Nicsiren iskolával, amely nagyon népszerűvé vált a kereskedő középosztály körében, valamint a Tiszta Föld iskolával, amely a szegényekhez esküdött hűséget. A Hiei-hegyen található Enrjakudzsi templom együttes virágzó központtá változott, amit nem csupán aszkéta papok látogattak, hanem harcosok (szóhei) is, akik a templom égisze alatt harcoltak. 1571-ben a kolostort lerombolta Oda Nobunaga hadúr (daimjó), aki Japán egyesítéséért küzdött. Később a kolostort újra felépítették és ma is a tendai iskola legfőbb központja.

## Tendai tan
A tendai buddhizmus lehetővé teszi a buddhista tanok harmonikus beágyazását a japán kultúrába. A Mahájána buddhizmus alapvető gondolatához hűen a tendai filozófiában is minden érző lény Buddha természetű, rendelkezik a buddhaisággal, azaz a megvilágosodás elérésének képességével. A tendai buddhizmus is úgy tartja, hogy az érzékelés jelensége a dharma kifejeződése. A dharma legvégső kifejeződése a Lótusz szútra.
A tendai iskola sikeresen építette be tanaiba az ezoterikus szertartásokat (Mikkjó), melyet Ennin később Taimicu-nak nevezett. Ezeket később már egyenértékűként kezelték a Lótusz Szútra tanításaival. Ezért mantrák kántálásával, mudrák ápolásával és bizonyos meditációk gyakorlásával hitet nyerhet az ember, hogy még ebben az életben lehetséges a teljes megvilágosodás.
A tendai lehetővé tette, hogy a japán buddhizmus számára összeboronálja a buddhista tanításokat az ősi japán vallással, a Sintóval és a hagyományos japán aszketizmussal. A sintó esetében a nehézséget a japán istenek panteonja és a különböző helyekkel, urnákkal és tárgyakkal azonosított spiritualitások jelentették. A tendai egyszerűen úgy tekint az istenekre, hogy az egyetemes buddhatermészet igazságának megtestesülései, akik azért szálltak le a földre, hogy segítsék és tanítsák az emberiséget. Valójában az istenek azonosak a Buddhákkal. Az istenek természete azonban szentségesebb, mint a Buddháké.
Buddha az élvezetek hajszolása és az önsanyargatás közötti középutat hirdette. A négy nemes igazságra vetítve ez a vágyak és kötődések utáni sóvárgások megszüntetését jelentette és a szenvedésektől (Dukkha) való megszabadulást. A korai buddhizmus a világi élvezeteket elvetette és a buddhista művészet és költészet kizárólag buddhista témákra összpontosított. A buddhizmus szigetországban való megjelenésekor ez a lemondással járó gondolkodásmód ellentétben állt a japán kultúrával. Fenyegetve érezték a művészetüket, hogy esetleg arról is le kellene mondani. Azonban később a mahájána másra fektette a hangsúlyt. Így a tendai tana összeférhetővé tette a szépséget és az aszketizmust a buddhista tanításokkal. Ezáltal a japán költészet és egyéb művészeti ágak is a megvilágosodás eszközévé válhattak.

## Neves tendai tudósok
A tendai iskola történetében számos pap játszott fontos szerepet a tendai gondolkodásmódjához:
- Szaicsó - alapító.
- Ennin - Szaicsó után következett. Ő próbálta meg legelőször beépíteni az ezoterikus gyakorlatokat a tendai iskolába.
- Encsin - Gisin (Szaicsó tanítványa) után következett, őt Ennin követte. Sikeresen építette be az ezoterikus buddhizmust a tendaiba. Neves adminisztrátor is volt.
- Annen - Hendzsó (Ennin tanítványa) után következett.
- Rjógen - Annen után következett.

## Lásd még
- Tientaj buddhizmus, az a kínai szekta, amelyből a tendai kifejlődött.
- Nicsiren-buddhizmus, amely miatt a tendai nagy hangsúlyt fektet a Lótusz szútrára
- Enrjakudzsi, a tendai buddhizmus központja a Hiei-hegyen.

## Külső hivatkozások
- Tendai buddhizmus Archiválva 2007. április 5-i dátummal a Wayback Machine-ben(angolul)
- A tendai vonalak története Archiválva 2013. július 21-i dátummal a Wayback Machine-ben (angolul)
- Digitális buddhista angol értelmezőszótár (Belépéshez a felhasználónév: "guest")